# Гумарках
Гумарках (ісп. Gumarcaj) — руїни міста цивілізації мая в департаменті Кіче (Гватемала). Інші варіанти назви Гу'марк'аах, К'ум'аркаах (назва перекладається як «Місто старого очерету», інші варіанти перекладу «Місто очерету, що перепрів», «Гнилі хати»). Тлашкальтеки називали його Утатлан («Місто очеретяних полів)».

## Історія
Було засновано племенем мая-кіче близько 1250 року, коли вони перенесли свою столицю з міста Чи-Ісмачі. Було засновано під час піднесення кіче, що контролювали значну частину нагір'я сучасної Гватемали та тихоокеанське узбережжя. На честь цього міста часто саму державу кіче іменують Гумарках.
На чолі держави стояв головний вождь, уся знать кіче називалася «ахв» (люди намиста), простолюдини кіче звалися «амак». Столиця Гумарках складалася з 4 кварталів, де мешкали представники головних родів кіче (чинаміт або німха, тобто великий дім, рід): ніха'іб' — на південному сході міста; кавек — в південному кварталі, біля храму Тох'іл; ахав-кіче — південному заході; сакік — на сході. Влада належала роду кавек, з членів якого обирали царя (ахпопа), судова влада належала родам ніха'іб' і сакік, посада аціх-вінака, тобто оратора, ведучого збори (третя за значимістю) — роду ахав-кіче.
На час піднесення кіче (2-а половина XIV — 1-а половина XV століття), особливо за часів володарювання ахпопа К'ік'аба, прийшлася активна розбудова Гумаркаха. Тоді населення досягло близько 15 тисяч осіб. Після смерті К'ік'аба у 1475 році могутня держава поринула у внутрішні чвари за владу. Цим скористалися залежні племена мая, насамперед какчикелей і цутухілі. Усе це зрештою призвело до значного послаблення держави кіче. Згодом до цього додалися невдалі війни проти держави Кускатлан. З послаблення впливу серед гірських мая, проявилось зменшенням забудови в кварталах столиці кіче.
У 1525 році після перемог Педро Альварадо над військами кіче на чолі із Текун Уманом, іспанські конкістадори після цього у битві за Гумарках завдали поразки нащадку Текун Умана — Ошіб-Кє. Під час боїв значна частина міста була спалена. Після цього храми та більшість палаців було зруйновано. Одразу тут поселилися союзники іспанців — тлашкальтеки, — які перейменували місто на Утатлан.

## Опис
Розташовано на північний захід від стародавнього міста Сакулеу і на південь від руїн Такалік-Абахо, на відстані 2,5 км від муніципалітету Санта-Крус дель Кіче. На території археологічної пам'ятки влаштовано музей, де представлено артефакти з поховань, вироби з кераміки, жадеїту, нефриту і золота.
Дослідження руїн засвідчують архітектурне планування міста, численні перебудови і добудови протягом існування Гумаркаху. Загальна площа становить 1200 м2. Будівлі міста розмішувалися на 3 вершинах пагорбів (100 м над рівнем моря), що були добре зміцнені зовнішніми оборонними спорудами. Кожний квартал міста також мав захисні будови, особливо вони були потужними у східній частині столиці кіче, біля околиці Ель-Рескуардо, що поєднувалася з Гумаркахом греблями.
Найбільш гарно збереглися 8 значних будов та декілька житлових структур.
Основу ритуально-адміністративного центру складала головна площа з 2 великими храмами, що розташовувалися один проти одного. На сході було зведено храм божеству небес (Тох'ілу) на заході — богині Місяця (Авіл'іш). Кожен з цих храмів розташований на окремій платформі та 4 терасах талуд-таблеро. Тох'іл є найвищою структурою, яка становить 10 м заввишки і 20 м завдовжки. Всередині знайдено зображення ягуара на основі зі стукко. Ягуар був одним з символів правлячого роду кавек. Цей храм має 3 входи, до яких ведуть високі сходи з 19 ступенями. Поруч з ними розташовувалася цомпантлі, що являло собою стіну 0,5 заввишки і 2 м завширшки, на якій розміщувалася стіна іншого рівня 2 м завширшки і 3 м заввишки. Мала численні отвори, через які принесених у жертву людей, піднімали у гору, повищи до божеств.
Патроном храму Авіл'іш вважається рід ніха'іб'. За нарисами хроністів цей храм поступався в розмірах храму Тох'ілу. Тут знайдені замальовки сцен з епосу кіче Пополь-Вух.
Дещо далі від — площі з півночі на південь — розташовані храми округлої форми, присвячені богу-творцю (Гукумацу або Ку'кумацу), богу гір (Якавіцу). Перший був покровителем роду кавек, другий — ахав-кіче. Навколо обох храмів були зведені стіни, що мали форму коло. Натепер збереглися рештки стіни лише біля храму Кукумацу (6 м заввишки і 1 м завширшки).
На північний захід від центральної площі виявлені руїни майданчика для гри у м'яч, що має назву «Х'ом Ц'ала'ц», був найбільшим серед міст мая нагір'я. Окрім гри тут проводили важливі церемонії та обряди. Площа майданчику оточувала потужна стіна, оскільки під час небезпеки це місце служило важливим пунктом оборони усього міста. Саму територію стіни і майданчику кіче називали цалам-коштум.
Неподалік розміщалася обсерваторія, де здійснювались дослідження жерці мая-кіче.
На вершині пагорбу в оточені великого яру, трохи в далині від головної площі, розміщувалися 24 великих житла знаті (на сьогодні від них залишилися невеличкі рештки), що розташовувалися на платформах заввишки 1 м. За своєю формою являли зменшену копію царського палацу. Підлога і стіни були кам'яними, покривала все солом'яна стріха. При цьому були доволі добре облаштовані для оборони (з вузькими сходами, бастіонами та вежами). У них помітний вплив культури тольтеків і сапотеків.
На території архітектурної пам'ятки є 3 штучні печери, які мая-кіче розглядали як входи до підземного світу Шибальби.

## Історія досліджень
Сприяли дослідженням нариси іспанських хроністів (насамперед Франсиско Хіменеса) колоніальної доби, які залишили опис самого міста і головних його будов. Першу спробу щодо дослідження зробив у 1834 році Мігель Ріверо-і-Маестро. У 1840 році здійснили огляд Джон Ллойд Стівенс і Фредерік Катервуд, останній залишив цікаві малюнки міста і будов.
Значні дослідження у 1897 році здійснив Альфред Модслі, опублікувавши їхні результати у 1889—1902 роках. З 1950-х років стали проводитися більш ґрунтовні археологічні розкопки. У 1956 році фахівці на чолі із Хорхе Гійльеміном розчистили значну територію цієї пам'ятки. У 1970-х роках тут вели дослідження фахівці з університету Ньо-Йорку (Олбані, США).
У 1977 році значні розкопки проводив Кеннет Браун з університету Х'юстона. У 2003 році впроваджено «Етноархеологічний проект К'умарках». У 2006 році проведено дослідження в 3 секторах пам'ятки.

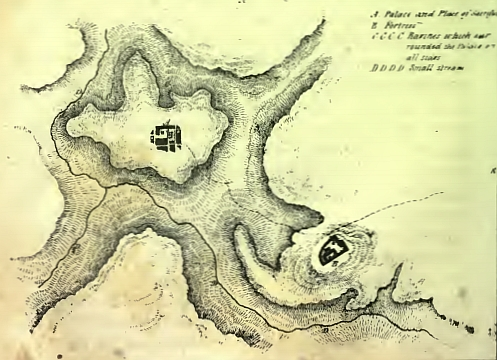
Мапа міста
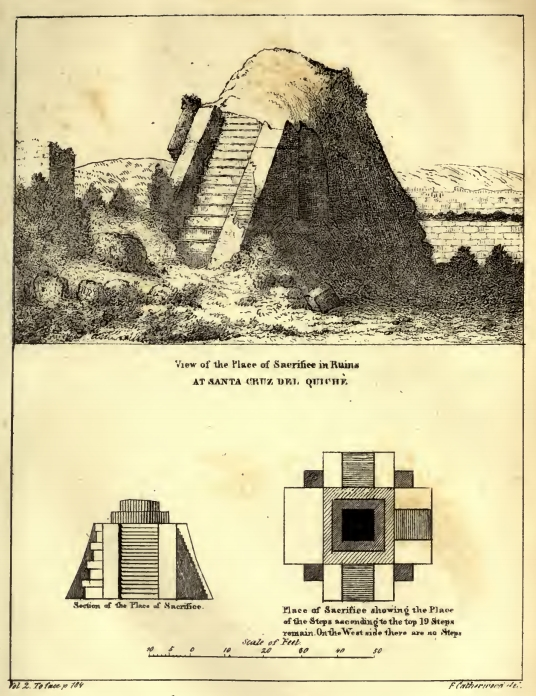
Храм Тох'іл. Малюнок. Ф.Катервуда